# Região Metropolitana de Goiânia
A Região Metropolitana de Goiânia (RMG), também conhecida como Grande Goiânia, é uma conurbação de cidades ao redor de Goiânia, capital do estado brasileiro de Goiás.
Englobando vinte e um municípios, a Região Metropolitana de Goiânia ocupa uma área de 7.397,203 km². É a região mais expressiva do estado de Goiás, contendo cerca de 35% de sua população total, um terço de seus eleitores, cerca de 80% de seus estudantes universitários e aproximadamente 36,5% de seu Produto Interno Bruto.

## História

### Aglomerado Urbano
Em 27 de Novembro de 1980, a Lei Estadual Nº 8.956 cria o Aglomerado Urbano de Goiânia, composto inicialmente pelos municípios de Aparecida de Goiânia, Aragoiânia, Bela Vista de Goiás, Goianápolis, Goiânia, Goianira, Guapó, Leopoldo de Bulhões, Nerópolis e Trindade, e posteriormente incluindo: Hidrolândia (1983), Bonfinópolis e Brazabrantes (1989), Senador Canedo, Caturaí, Inhumas e Santo Antônio de Goiás (1992).
Em 1984, o Sistema Integrado de Transporte Urbano de Goiânia (TRANSURB), passa também a ser composto por Aparecida de Goiânia, Trindade e Goianira, e em 1990, se estende para os municípios de Nerópolis, Goianira, Hidrolândia, Aragoiânia e Bela Vista de Goiás.

### Região Metropolitana
Em 30 de dezembro de 1999, a Lei Complementar Estadual Nº 27 cria a Região Metropolitana de Goiânia, composta inicialmente pelos municípios de Goiânia, Abadia de Goiás, Aparecida de Goiânia, Aragoiânia, Goianápolis, Goianira, Hidrolândia, Nerópolis, Santo Antônio de Goiás, Senador Canedo e Trindade, e posteriormente incluindo: Bela Vista de Goiás (2004), Guapó (2005), Bonfinópolis, Brazabrantes, Caldazinha, Caturaí, Nova Veneza, Terezópolis de Goiás (2010), Inhumas e Santa Bárbara de Goiás (2019).

## Municípios
Esta lista é classificável. Clique no ícone  no cabeçalho da coluna para alterar a chave e a ordem de classificação.
| Foto  | Município              | Área territorial (km²) | População (2022) | PIB (2021) (em mil reais) | IDH-M (2010) |
| ----- | ---------------------- | ---------------------- | ---------------- | ------------------------- | ------------ |
|       | Abadia de Goiás        | 143,35                 | 19 128           | 353 700                   | 0,708 alto   |
|       | Aparecida de Goiânia   | 279,95                 | 527 796          | 16 979 983                | 0,718 alto   |
|       | Aragoiânia             | 218,12                 | 11 890           | 174 315                   | 0,684 médio  |
|       | Bela Vista de Goiás    | 1 274,03               | 34 445           | 1 480 965                 | 0,716 alto   |
|       | Bonfinópolis           | 121,91                 | 10 296           | 121 137                   | 0,683 médio  |
|       | Brazabrantes           | 125,32                 | 3 992            | 93 833                    | 0,701 alto   |
|       | Caldazinha             | 251,72                 | 4 507            | 84 638                    | 0,685 médio  |
|       | Caturaí                | 205,06                 | 5 184            | 100 767                   | 0,664 médio  |
|       | Goiânia                | 729,29                 | 1 437 366        | 59 865 989                | 0,799 alto   |
|       | Goianápolis            | 166,64                 | 13 967           | 294 380                   | 0,703 alto   |
|       | Goianira               | 213,77                 | 71 916           | 1 102 687                 | 0,694 médio  |
|       | Guapó                  | 514,17                 | 19 545           | 347 667                   | 0,697 médio  |
|       | Hidrolândia            | 952,12                 | 27 742           | 1 329 142                 | 0,706 alto   |
|       | Inhumas                | 614,88                 | 52 204           | 1 406 215                 | 0,720 alto   |
|       | Nerópolis              | 204,71                 | 31 932           | 1 021 184                 | 0,721 alto   |
|       | Nova Veneza            | 122,35                 | 9 481            | 197 263                   | 0,718 alto   |
|       | Santa Bárbara de Goiás | 140,95                 | 6 149            | 154 106                   | 0,706 alto   |
|       | Santo Antônio de Goiás | 135,02                 | 7 386            | 154 832                   | 0,723 alto   |
|       | Senador Canedo         | 247,00                 | 155 635          | 4 765 088                 | 0,701 alto   |
|       | Terezópolis de Goiás   | 107,40                 | 7 944            | 211 067                   | 0,685 médio  |
|       | Trindade               | 712,69                 | 142 431          | 2 666 620                 | 0,699 médio  |
| Total | Total                  | 7 480,54               | 2 600 936        | 92 905 590                | 0,769 alto   |

### Distritos
| Municípios           | Distritos     |
| -------------------- | ------------- |
| Aparecida de Goiânia | Nova Brasília |
| Goiânia              | Vila Rica     |

## Demografia
De acordo com estimativa do IBGE de 2018, cerca de 2 518 775 pessoas vivem nessa região metropolitana, o que faz dela a décima segunda mais populosa do país e a 210ª do mundo.

### Concentração de renda
De acordo com o relatório Estado Mundial das Cidades 2008/2009 do Programa das Nações Unidas para os Assentamentos Humanos (ONU-Habitat), a Região Metropolitana de Goiânia possui a maior concentração de renda dentre as 19 áreas analisadas da América Latina. De acordo com o relatório, a região da Grande Goiânia apresenta índice Gini de 0,65, enquanto que o ideal é cerca de 0,4. Se Goiânia fosse um país, seria o segundo mais desigual do mundo, atrás apenas da Namíbia.
A Região Metropolitana de Goiânia segue uma tendência estadual, já que o estado de Goiás voltou a registrar altos índices de concentração de renda a partir de 2004, de acordo com o IBGE. Por outro lado, a cidade vai contra a tendência nacional, uma vez que a concentração de renda caiu nos últimos anos no Brasil, que possui índice Gini de 0,57. De acordo com Cecília Martinez, diretora do escritório regional para América Latina e Caribe da ONU-Habitat, isso ocorre por que os municípios são tratados pela administração pública como se estivessem "ilhados".
No relatório da ONU-Habitat para o biênio 2010/2011, Goiânia foi novamente considerada a cidade mais desigual da América Latina, com índice Gini superior a 0,6. No ranking geral de todas as cidades analisadas no mundo, Goiânia perde apenas para as cidades sul-africanas de Buffalo City, Johannesburgo e Ekurhuleni. O estudo foi divulgado durante o 5º Forum Urbano Mundial da ONU, na Zona Portuária do Rio de Janeiro.

### Qualidade de vida
Dados divulgados em 2014 pelo Programa das Nações Unidas para o Desenvolvimento (PNUD) junto com o Instituto de Pesquisa Econômica Aplicada (Ipea) e a Fundação João Pinheiro (FJP) mostram que a Região Metropolitana de Goiânia possuí um Índice de Desenvolvimento Humano (IDH) de 0,769, o que faz dela a sétima região metropolitana do país em qualidade vida. Com o crescimento das dezesseis regiões metropolitanas brasileiras em 2010 para a faixa de alto desenvolvimento humano, entretanto, a Região Metropolitana de Goiânia ascendeu duas posições no ranking, de nona posição em 2000 para sétima posição na lista. O IDH da região é um pouco mais elevado do que a média nacional (0,727) uma taxa de crescimento de 50,92% para a Unidade Federativa e 47% para o país.

### Religião

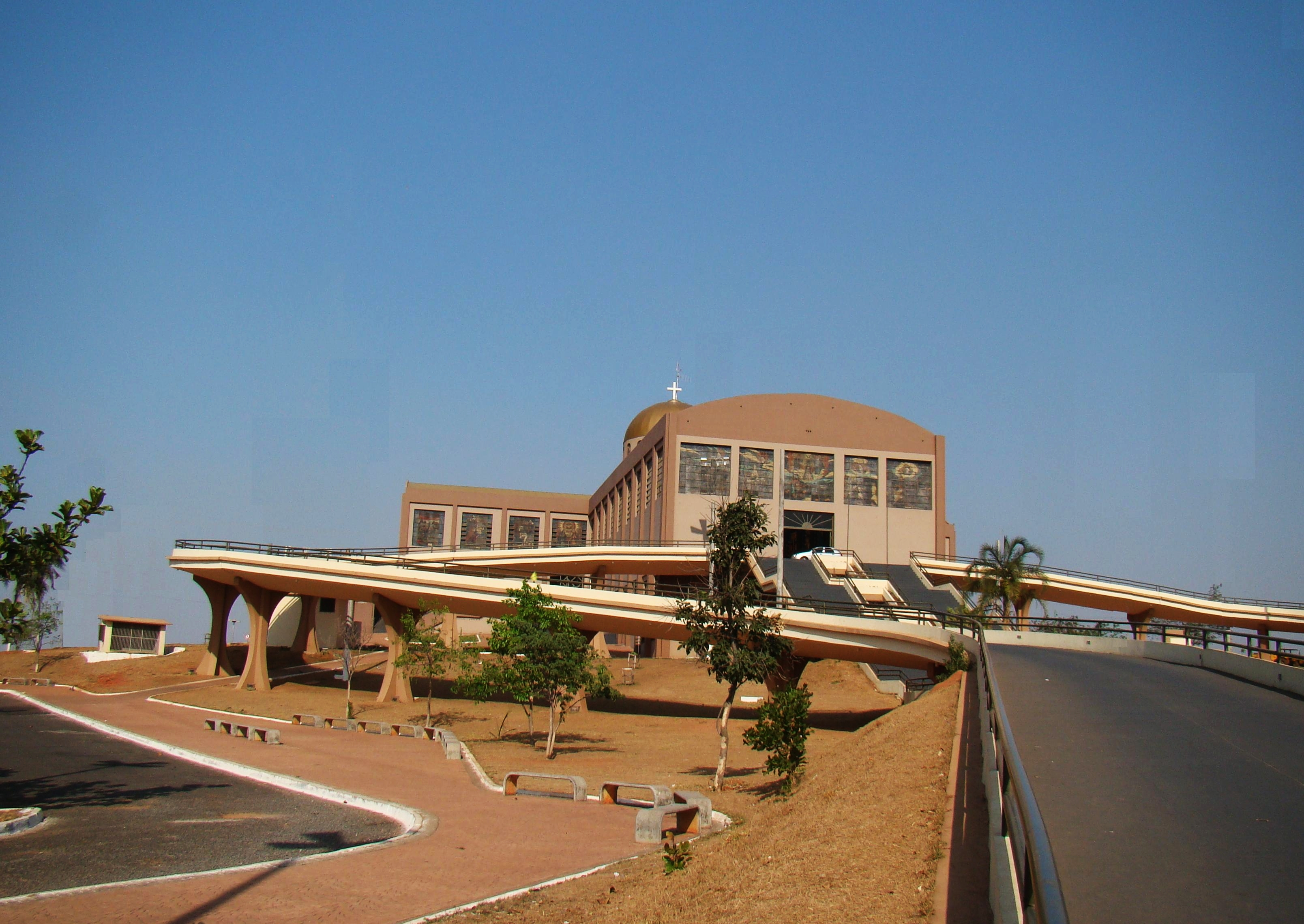
Santuário Basílica do Divino Pai Eterno.

A Região Metropolitana de Goiânia tem uma grande festa católica , é a Festa do Divino Pai Eterno (ou Festa dos Romeiros) é um movimento cultural e religioso que acontece em Trindade,  atraindo romeiros e católicos de todo o Brasil. Mas a Região metropolitana de Goiânia é a área menos católica de todo o estado de Goiás, com pouco mais de 60% de sua população declarando-se seguidora desta religião, enquanto em outras áreas do estado a taxa de católicos varia de 65% a 85%. É, por outro lado, uma das regiões do estado de maior ascensão do protestantismo. De acordo com o estudo Economia das Religiões, realizado pela Fundação Getúlio Vargas, Goiânia é a capital brasileira com o maior número de evangélicos. Dentre pentecostais e não-pentecostais, um quarto dos goianienses declaram-se protestantes.